# Call of Duty: Black Ops 4
Call of Duty: Black Ops 4 (gestileerd ook Call of Duty: Black Ops IIII) is een first-person shooter ontwikkeld door Treyarch. Het spel wordt uitgegeven door Activision en kwam op 12 oktober 2018 uit voor de PlayStation 4, Windows en de Xbox One.
Het is het vijftiende spel in de Call of Duty-serie en het vijfde spel in de Black Ops-verhaallijn. Voor het eerst in de geschiedenis van Call of Duty bevat Black Ops 4 geen traditionele singleplayermodus. Naast de multiplayer en zombiemodus uit vorige spellen bevat het spel echter wel een battle royale-modus, genaamd Blackout.

## Zombies
| Naam van de DLC | Op de disk              | Op de disk       | Op de disk                        | Season Pass Bonus          | Operation First Strike | Operation Absolute Zero | Operation Grand Heist | Operation Spectre Rising | Operation Apocalypse Z                     | Operation Dark Divide |
| --------------- | ----------------------- | ---------------- | --------------------------------- | -------------------------- | ---------------------- | ----------------------- | --------------------- | ------------------------ | ------------------------------------------ | --------------------- |
| Naam van de map | Blood of the Dead       | IX               | Voyage of despair                 | Classified                 | nvt                    | Dead of the night       | Ancient Evil          | nvt                      | Alpha Omega                                | Tag der Toten         |
| Locatie         | Alcatraz, San Francisco | ergens in Egypte | Titanic, Noord-Atlantische Oceaan | Pentagon, Arlington County | nvt                    | Rhodes House, Hampshire | Delphi                | nvt                      | Camp Edward, Nevada National Security Site | Stenige Toengoeska    |
| Releasedatum    | 12 oktober 2018         | 12 oktober 2018  | 12 oktober 2018                   | 12 oktober 2018            | nvt                    | 11 december 2018        | 19 februari 2019      | nvt                      | 9 juli 2019                                | 23 september 2019     |